# 終戦
終戦（しゅうせん）とは、戦争を終えること。国際法としては、戦争の終結が当事者双方の間で成立した状態を指す。対義語は開戦。

## 概説
本来は宣戦布告とともに開戦が行われ、講和条約・平和条約締結とともに終戦を迎えると解釈されてきた。
ところが、20世紀に入ると戦争そのものが国際法における違法行為との解釈が成立するようになったため、却って戦争における国際法上の開戦手続が行われなくなり、終戦も講和条約や平和条約が結ばれない状態のままの休戦協定で定められた停戦状態の継続、すなわち協定に基づく休戦の一般化・恒久化、もしくは当事者一方が相手方に降伏を通告して戦闘状態が終結した状態を指して終戦と呼ぶようになった。
湾岸戦争終結に際して行われた国際連合安全保障理事会決議687（1991年4月3日）が恒久停戦決議とされ、その合意に基づき、6日後の国際連合安全保障理事会決議689によって停戦監視のための国際連合平和維持活動である国際連合イラク・クウェート監視団が設置されて終戦に伴う措置が行われた。

### 国際法
なお、降伏または休戦に基づく終戦の際の処理については1907年に締結された「陸戦の法規慣例に関する規則」に書かれており、降伏に際しては軍人の名誉を重視し、確定後はその規約を双方厳守すること（第35条）や、当事者一方が休戦規約違反を起こした場合には他方の当事者は協定を破棄し、緊急時には直ちに戦闘を再開できることが記されている。

## スポーツでの用法
スポーツチーム等の敗北・敗退が決まった状態のことを「終戦」と表現することがある。